# Epiphragma (Epiphragma) melaxanthum
Epiphragma (Epiphragma) melaxanthum is een tweevleugelige uit de familie steltmuggen (Limoniidae). De soort komt voor in het Neotropisch gebied.